# Роже Гоміс
Роже Гоміс (фр. Roger Gomis; нар. 20 березня 1995, Зігіншор) — сенегальський футболіст, що виступає на позиції півзахисника.

## Біографія

### Клубна кар'єра
Розпочинав грати на батьківщині за клуби «Єгго», вихованцем якого Гоміс був, та «Горе».
У 2014—2015 роках грав за клуб «Луан-Кюїзо» з п'ятого французького дивізіону, де провів 7 матчів.
В березні 2017 року на правах вільного агента підписав контракт з «Маріуполем», у складі якого в тому ж сезоні виграв українську Першу лігу.

### Збірна
Роже був капітаном молодіжної збірної Сенегалу. Сенегалець брав участь на молодіжному чемпіонаті світу 2015 року. Сенегал посів четверте місце, а Гоміс взяв участь у шести іграх. Того ж року Роже з командою став переможцем Футбольного турніру на Всеафриканських іграх та фіналістом юнацького (U-20) чемпіонату Африки.

## Досягнення

### Клубні
- Переможець Першої ліги України: 2016/17

### Збірна
- Переможець Африканських ігор: 2015